# Randers (općina)
Randers je općina u danskoj regiji Središnji Jutland.

## Zemljopis
Općina se nalazi u istočnom dijelu poluotoka Jutlanda, prositire se na 800,14 km2.

## Stanovništvo
Prema podacima o broju stanovnika iz 2010. godine općina je imala 94.750 stanovnika, dok je prosječna gustoća naseljenosti 118,42 stan/km2. Središte općine je grad Randers.

### Veća naselja
| Veća naselja u općini |                  |                    |
| Br.                   | Naselje          | Stanovnika (2010.) |
| 1.                    | Randers          | 60.227             |
| 2.                    | Assentoft        | 3.205              |
| 3.                    | Langå            | 2.795              |
| 4.                    | Spentrup         | 2.444              |
| 5.                    | Stevnstrup       | 1.809              |
| 6.                    | Øster Bjerregrav | 1.082              |
| 7.                    | Fårup            | 1.032              |
| 8.                    | Harridslev       | 1.017              |
| 9.                    | Øster Tørslev    | 904                |
| 10.                   | Havndal          | 882                |

## Vanjske poveznice
- Službena stranica općine